# Порошино (Бабаєвський район)
Порошино — присілок в Бабаєвському районі Вологодської області Росії.
Входить до складу Борисовського сільського поселення (Борисівська сільрада).
Відстань автодорогою до районного центру Бабаєво — 64 км, до центру муніципального утворення села Борисово-Судське по прямій — 2 км. Найближчі населені пункти — с. Заніно, с. Некрасово, с. Харчевня. Станом на 2002 рік проживало 96 чоловік.